# 毛利良勝
毛利良勝（？—1582年6月21日）是日本戰國時代武將。織田氏家臣。通稱新助、新左衛門。別名秀高。

## 生平
出身不明，以馬廻身份仕於織田信長，一說為小姓。在永祿3年（1560年）的桶狹間之戰中突襲今川義元大本營時，協助負傷的服部一忠與義元戰鬥，並取得義元的首級（一說在此時被咬斷手指），後來以此功績成為信長的黑母衣眾。
在信長上洛後參與進攻大河內城（大河內城之戰）、甲州（甲州征伐）等戰事，不過在桶狹間之戰後就沒有活躍表現，沒有成為部隊的隊長，而是以信長的側近身份活躍於旗本部隊。在天正10年（1582年）的本能寺之變時於京都随行，負責信長的嫡長子信忠的警護工作，並死守二條城，最後與信忠一同在奮戰中被殺。
在桶狹間之戰後，被賜予名字「毛利新介良勝」。

## 登場作品
小説
- （作者：中村彰彦，文藝春秋出版）
- （作者：伊東潤，文藝春秋出版，收錄在的短編）